# Baochuan

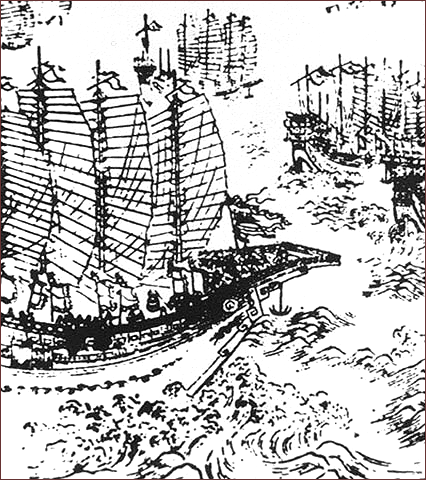
Odbitka drzworytnicza z XVII w. przedstawiająca przypuszczalnie flotę Zheng He

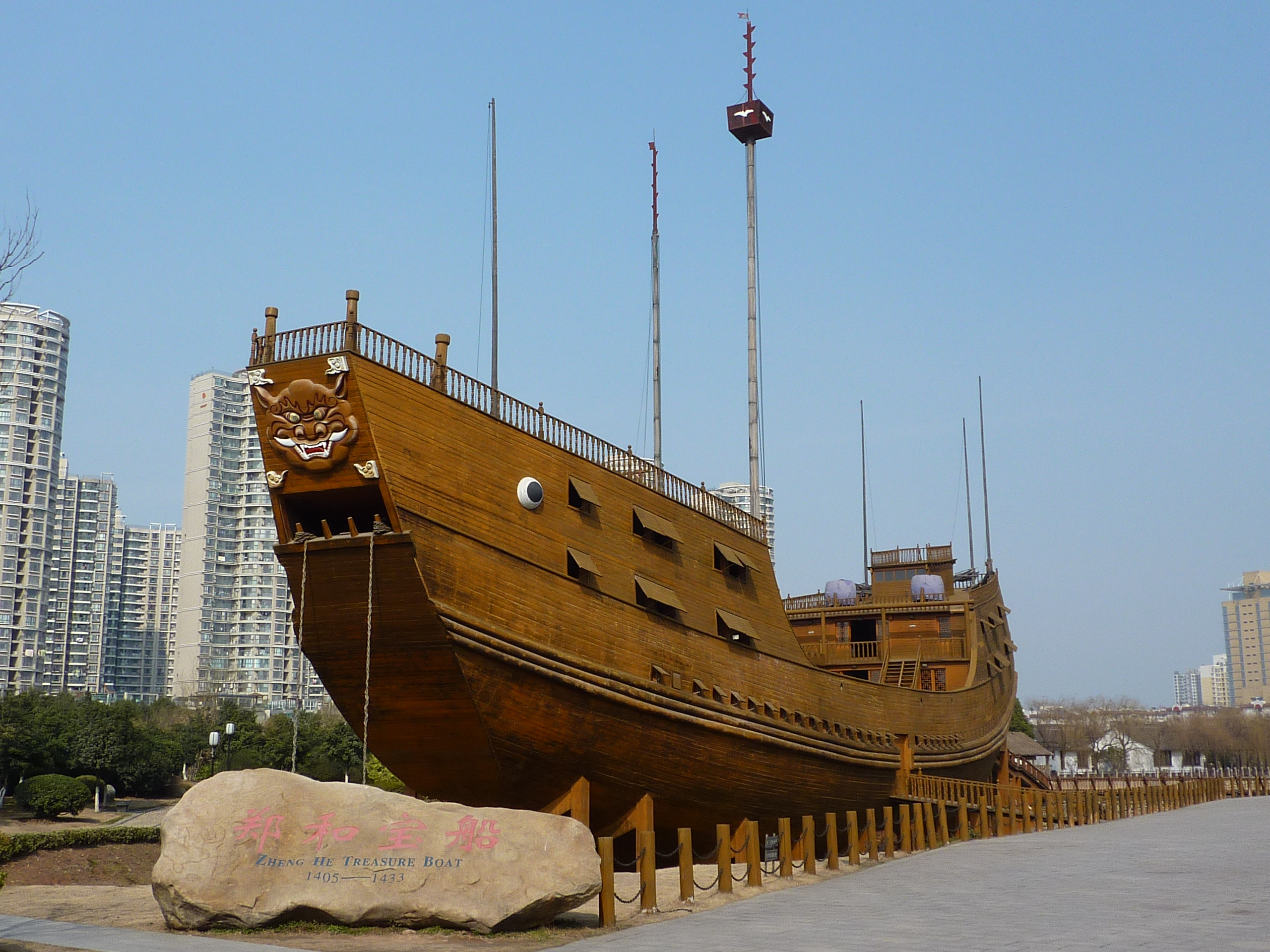
Rekonstrukcja statku z 2005 roku w Nankinie

Baochuan (chiń. 宝船; pinyin bǎochuán; dosł. „okręt skarbowy”) – największe z jednostek liczącej do 300 statków flot chińskiego admirała Zheng He, który w XV w. odbył siedem wypraw po Oceanie Indyjskim. Eskadra tych okrętów tworzyła trzon floty, transportując sztab, główne zapasy żywności i najcenniejsze towary.
Baochuany są znane jedynie z późniejszych grafik i fragmentarycznych wykopalisk; oceny ich wielkości są rozbieżne, ale bez wątpienia były podówczas to największe jednostki pływające, dorównujące lub przewyższające długością i wypornością późniejsze europejskie okręty liniowe z XVIII w. takie jak HMS Victory. 
W 1962 w Nankinie archeolodzy odkryli pozostałości mingowskiej stoczni, a w niej kolumnę od steru wysoką na 11 m i grubą na 0,38 m, z rudlem długim na 6 m. Na podstawie wymiarów steru, długość statku oceniono na 120-160 m, a szerokość na ok. 40-50 m, co czyniłoby je największymi jednostkami drewnianymi w historii. Krytycy, odwołując się do doświadczeń ze stumetrowymi okrętami z XIX w. (jak HMS Orlando), które wykazywały słabości strukturalne mimo stalowych wzmocnień, twierdzą, że okręty skarbowe Zheng He miały w rzeczywistości ok. 60 m (co jest porównywalną wielkością do HMS Victory Nelsona). Okręty takie, o 5-6 masztach, wyporności ok. 2000 t i zabierające ok. 500-1000 ludzi były opisywane przez podróżników europejskich jak Marco Polo i Nicolo Da Conti. Nawet te „mniejsze” baochuany byłyby dużo większe niż ówczesne statki europejskie.
Baochuany były szczytowym osiągnięciem chińskich szkutników, którzy budowali wielomasztowe, kilkudziesięciometrowe jednostki już za czasów dynastii Song i Yuan. Okręty takie, jak odkryty w 1973 r. wrak z Houzhou k. Quanzhou, były szeroko stosowane do celów cywilnych (handel wzdłuż wybrzeży Chin i z Azją Płd.-Wsch.), jak i wojennych. Po zmianie rządów, flota Zheng He została rozformowana, okręty zniszczały, a administracyjny zakaz budowy statków większych niż jednomasztowe spowodował utratę wiedzy potrzebnej do konstrukcji takich jednostek.